# 水刀子
《水刀子》是保罗·巴奇加卢皮于2015年发表的科幻小说。这是巴奇加卢皮的第六部长篇小说，改编自其短篇小说《柽柳猎人》——该短篇最初发表于新闻杂志《高地新闻》。故事背景设定在近未来被干旱摧毁的美国西南部。

## 情节
近未来世界，气候失调导致全球多片温带地区陷入长期干旱，水资源成为极度稀缺的生存命脉。美国加利福尼亚州和亚利桑那州为争夺科罗拉多河的水权展开激烈斗争。中国人在凤凰城市中心建立了泰阳特区，那里成为唯一的绿洲。得州人因失去水源与石油，沦为难民大规模迁徙。  
主角安裘是内华达州南部水务局负责人凯瑟琳·凯斯的雇佣兵（这些佣兵俗称“水刀子”），奉命前往凤凰城调查关于古老河流水权文件的传闻。凯斯大权在手，动不动就毁灭城市。逃离黑帮追杀的年轻女孩玛丽亚被安裘所救，黑帮曾向她威逼房租，她的同伴也受牵连被杀。
记者露西因调查水权相关的几宗谋杀案被安裘找到，二人在乱世中相爱。最后他们发现，文件藏在一个曾与玛丽亚发生一夜情、但后来被杀的工程师送给她的书中。二人最后追上玛丽亚，露西夺下文件，准备拯救万民，最后却被玛丽亚阻止，因为玛丽亚知道，世界无法再变好了。

## 评价
在美国国家公共电台（NPR）发表的评论中，雨果奖得主作家杰森·海勒评价道：“巴奇加卢皮在宏大格局中挥洒笔墨，却始终保持着对细节的敏锐捕捉。但《水刀子》真正的成功之处在于，始终保持着惊悚小说强劲的叙事核心。即便在铺陈大量关于美国水权经济、地质、历史与政治运作机制的深入研究信息时，他依然保持着情节的紧凑张力与对话的凌厉锋芒。”
《丹佛邮报》评论员戴夫·伯迪克在书评中指出，小说构建了一个丰满而粗粝的世界，并称赞巴奇加卢皮对美国西南部地域特性有着深刻认知。
美国犯罪小说家兼编辑丹妮丝·汉密尔顿在《洛杉矶时报》撰文时，将这部作品与电影《唐人街》相提并论：“一个聚焦过去，另一个描绘反乌托邦未来，两部作品都堪称新黑色经典——都有着疲惫不堪的反英雄与冷酷无情的幕后操控者，他们将水资源当作掌控众人的致命武器。”